# Ruta 30 (Uruguay)
Die Fernstraße Ruta 30 befindet sich im nördlichen Teil von Uruguay und verläuft in West-Ost-Richtung. Sie ist eine wichtige Verbindung der Länder Argentinien, Uruguay und Brasilien. Die Ruta 30 wurde nach Brigadier General Eugenio Garzón benannt.
Die Ruta 30 beginnt südlich von Bella Unión an der Ruta 3. Über Javier de Viana und erreicht sie Artigas an der Grenze zu Brasilien. Von Artigas aus verläuft sie in südliche Richtung nach Masoller, wo sie die Grenze zu Brasilien tangiert, und mündet in der unweit von Tranqueras in die Ruta 5.
Wegen der internationalen Bedeutung wurden oder werden verschiedene Abschnitte der Ruta 30 als FOCEM-Projekt ausgebaut.